# Предикат (лінгвістика)
Предика́т (лат. praedicatorum — «сказане») у логіці й лінгвістиці — присудок судження, те, що висловлюється (стверджується або заперечується) про суб'єкта. Предикат перебуває із суб'єктом у предикативному відношенні й показує наявність (брак) у предмета певної ознаки.
У західноєвропейській термінології лінгвістики (Predicate і ін.) використовується не тільки в значенні «предикат», а й у значенні «присудок». В інших мовах, зокрема українській, термін praedicatum замінене словом «присудок», таким чином логічна та граматична категорії є розділеними поняттями. Тобто «присудок» асоціюється з формальною стороною (член речення), а «предикат» — зі змістовною, семантичною стороною.